# The Tipping Point (Сімпсони)
«The Tipping Point» (укр. «Чайовий момент») — сімнадцята серія тридцять п'ятого сезону мультсеріалу «Сімпсони», прем'єра якої відбулась 12 травня 2024 року у США на телеканалі «Fox».

## Сюжет
Після сімейного дня медогляду, Барт і Ліса просять про смачну винагороду за це. Сім'я іде до «Чайної Боба Фетт», де купують чай. Підліток зі скрипучим голосом просить про чайові, що Гомер неохоче робить. Те саме відбувається в інших магазинах, що вже дратує Сімпсона.
У «Спрінґфілдському пабі та броварні», оплату за обслуговування вже включено в рахунок, але офіціантка Санді все одно просить дати «на чай». Розлючений Гомер відмовляється дати чайові більше ніж 1 долар і пише на чекові «$1 добре!» (англ. «$1 OK!»). Коли сім'я виходить із закладу, їх наздоганяє Санді, яка… вдячна Гомерові. Вона помилково приймає напис як «$10 тисяч!» (англ. «$10K!»)… Однак, у Сімпсонів немає 10 тисяч доларів, щоб заплатити. Гомер бере у Санді рахунок, але побоюючись гніву команди пабу, що вийшла, він підкреслює суму чайових. Команда тріумфально бере його через плечі, що дратує Мардж.
Вдома Мардж розповідає, що подія стала вірусною в соцмережах, і що вони залишаться в боргах до кінця життя. Вона наполягає, щоб чоловік пішов до пабу і роз'яснив непорозуміння, що сталося. Однак, через популярність Гомера настільки висока, що він виплачує надмірні чайові повсюди. Тим часом вдома Мардж дуже розлючена, тим більше, що вона отримала всі повідомлення про його розгул. Гомер обіцяє їй, що зупиниться, але в таверні Мо підбурює Гомера платити «на чай» ще і ще.
Ситуація погіршується, і багато прострочених рахунків приходять до дому Сімпсонів. Гомер безнадійно спостерігає, як сім'я розпадається, тож вирішує відвідати Санді в її будинку на воді. Однак він намагається увійти до неї за порозумінням, дівчина бризкає йому в очі перцевим балончиком і грюкає дверима. Він майже тоне, але його рятує моряк Фаусто. На кораблі Гомер припливає до району «Маленька Європа».
З речей, які Гомер купує на «Amazon», Барт з'ясовує, де він, і разом із сестрою їде до нього в гості. Зустрівши дітей, Гомер розповідає, як тут прекрасно для нього, адже в Маленькій Європі немає чайових, бо працівникам гідно платять. Після музичного номера про це, Ліса каже батьку, що, повернувшись, він зможе змінити Спрінґфілд змінами, натхненними Маленькою Європою.
На церемонії нагородження премії S.A.G., Гомер представляє ідею щодо прожиткового мінімуму. Однак, замість прийняття весь зал його освистує, а потім б'є. Потім Мардж пропонує Гомеру спосіб вирішити проблеми з грошима та чайовими, і Гомер починає працювати офіціантом.

## Виробництво
Репліку про американську мрію й американську реальність, коли вчинок Гомера став вірусним, додав сценарист Дж. Стюарт Бернс на фінальному змішування звуків за 4 дні до виходу серії в етер.
Оригінальний ескіз «євро» образу Гомера створив сценарист Сезар Мезаріегос.
Музичний номер «Маленький ЄС» (англ. «Little E.U.») є самопародією на пісню і кліп Кайла Гордона і Кріссі Поланд «Planet of the Bass» 2023 року. За словами співвиконавчого продюсера епізоду Майкла Прайса, це була ідея виконавчого продюсера Метта Селмана для Гомера прославити стиль життя без чайових за допомогою пісні рівня «Євробачення». Координатор сценарія Нік Дахан запропонував шалено смішну, на думку Прайса, «Planet of the Bass».
Спочатку Гомер мав відвідати церемонію премії WGA — Гільдії офіціантів Америки (англ. «Waiter's Guild of America»). Однак, її замінили Гільдією працівників обслуговування Америки, (англ. «Servers of America Guild», SAG), що є відсиланням до Гільдії кіноакторів США. Будівля, в якій вручають нагороди, було змодельовано зі штабу страйка SAG-AFTRA 2023 року.

## Культурні відсилання та цікаві факти
- У лікарні Мардж робить процедуру з видалення тату Тімоті Шаламе на всій її спині[5].
- Те, як Меґґі надягає сонцезахисні окуляри, є відсиланням до серіалу «C.S.I.: Місце злочину Маямі» та Гораціо Кейна, головним героєм, який часто носив сонцезахисні окуляри[6].
  - Під час цієї сцени грає головна музична тема «C.S.I.: Маямі» — пісня «Won't Get Fooled Again» групи «The Who».
- Мовою Aurebesh напис навколо дверей «Чайної Боба Фетт» означає «легкий каламбур на Боба Фетт»[7].
- «Спрінґфілдський паб і броварня» (англ. «Springfield Pub & Brewery») — це колишня «Спрінґфілдська громадська бібліотека» (англ. «Springfield Public Library»), на що вказують книги, викинуті у смітник поруч з будівлею[8].
- Серед страв «Спрінґфілдського пабу та броварні» є:
  - «Випадок у ребрах Совиного струмка» (англ. «Occurrence at Owl Creek Ribs») — відсилання до оповідання Амброза Бірса «Випадок на мості через Совиний струмок» (англ. «An Occurrence at Owl Creek Bridge by Ambrose Bierce»)[9].
  - «Бліде пиво Володимира Набокова, зварене вогнем» (англ. «Vladimir Nabokov's Pale Fire-Brewed Beer») є відсиланням до його книги «Блідий вогонь» (англ. «Pale Fire»)[10].
- Гомер каже, що містер Монополія помилявся, і Ви можете поставити ціну грошам[11].
- Монтаж витрачання чайових Гомером є пародією на вступи фільмів про Остіна Паверса[12].
- Одним з місць, де Гомер тринькає чайові, є «El Gringo Gordito» — відсилання до американської мережі ресторанів «Gringo Gordo»[13].
- Моряк Фаусто, який витягнув Гомера з води, був персонажем серії 18 сезона «The Wife Aquatic»[14].
- У Маленькій Європі Гомер сидить на тротуарі в позі, натхненній сидінням Кендалла Роя у фінальній серії 3 сезона серіалу «Спадкоємці»[15].

## Ставлення критиків і глядачів
Під час прем'єри серію переглянули 0,72 млн осіб, з рейтингом 0.2, що зробило її найпопулярнішим шоу на каналі «Fox» тієї ночі.
Джон Шварц із сайту «Bubbleblabber» оцінив серію на 8/10, сказавши:
|  | Я добре провів час із цим. «The Tipping Point» здалася дуже поворотним за своїм виконанням і навіть повернув і представив деяких персонажів, що рідко використовуються… Епізоди, як цей, нагадують нам, що в шоу бере участь одна з першокласних [творчих] команд, яка це робить, і вони продовжують робити це тиждень за тижнем. |

На сайті «Me Blog Write Good» відзначили:
|  | Я бачу, що дивина цієї серії поляризує деяких людей, але я дійсно оцінив деякі дивніші речі тут. Все це працювало в рамках сюжета і перенесло шоу в деякі нові, чортові місця, які насправді добрі для них. Цей сезон майже завершився, але я думаю, що цей [епізод] легко посідає перше місце. |

Згідно з голосуванням на сайті The NoHomers Club більшість фанатів оцінили серію на 4/5 із середньою оцінкою 3,35/5.